# 小林市立永久津小学校
小林市立永久津小学校（こばやししりつ ながくつしょうがっこう）は、宮崎県小林市北西方にある公立小学校。

## 概要
歴史
1874年（明治7年）に創立。現校名となったのは1950年（昭和25年）。2024年（令和6年）に創立150周年を迎えた。
校章
1963年（昭和38年）制定。中央に「小」の文字を配している。
校歌
1966年（昭和41年）に制定。作詞は黒木清次、作曲は海老原直による。歌詞は3番まであり、各番の歌詞中に校名の「浜久津小」が登場する。
校区
「北西二区、真方二区（保揚枝原、市谷、西ノ村、下村、上保揚枝原、下保揚枝原）、東方一区（坂下）、その他（平瀬野、金山、鵜戸丸、本田）」。中学校区は小林市立永久津中学校。

## 沿革
- 1874年（明治7年）5月1日 - 西諸県郡小林村北西方種子田に創立。児童数は30名。
- 1877年（明治10年）- 西南の役に際し、一時閉校となる。
- 1881年（明治14年）- 種子田校舎を廃止の上、大久保に移転を完了。
- 1884年（明治17年）- 北西方水流に校舎を再興し、「小林小学校 永久津分校」となる。
- 1886年（明治19年）- 小学校令施行により、簡易科（3年制）を設置の上、「簡易永久津小学校」として独立。
- 1889年（明治22年）5月1日 - 西諸県郡村2町（十日・五日）7村（細野・堤・水流迫・東方・真方・北西方・南西方）が合併の上、「小林村」が発足。
- 1890年（明治23年）- 尋常科（4年制）を設置の上、「尋常永久津小学校」に改称。木造校舎1棟を新築。
- 1892年（明治25年）- 「永久津尋常小学校」と改称。
- 1900年（明治33年）- 校舎を増築。
- 1907年（明治40年）- 校地を拡張。校舎を増築。
- 1908年（明治41年）4月 - 改正小学校令により、尋常科（義務教育年限）が4年制から6年制に改められる。尋常科5年を新設。
- 1909年（明治42年）4月 - 尋常科6年を新設。
- 1912年（大正元年）11月5日 - 小林村が町制施行して「小林町」となる。
- 1915年（大正4年）- 校舎を増築。
- 1929年（昭和4年）- 高等科（2年制）を併置の上、「永久津尋常高等小学校」に改称。
- 1934年（昭和9年）- 校地を拡張。校舎の総改築を実施。
- 1941年（昭和16年）4月1日 - 国民学校令施行により、「小林町永久津国民学校」と改称。尋常科を初等科に改める。
- 1947年（昭和22年）- 学制改革が行われる（六・三制の実施）。
  - 4月1日 - 国民学校の初等科は、新制小学校「小林町立永久津小学校」に改組・改称。
  - 5月8日 - 国民学校の高等科は青年学校普通科とともに、新制中学校「小林町立永久津中学校」に改組・改称。当初、小学校校舎の一部を中学校に貸与する。
- 1950年（昭和25年）4月1日 - 市制施行により、「小林市立永久津小学校」（現校名）と改称。
- 1962年（昭和37年）- 柚木山への移転が決定。新校舎建設（第一期工事）に着工。
- 1963年（昭和38年）- 新校舎（第一期工事、普通教室6、管理室2等）が完成。
- 1964年（昭和39年）- 新校舎（第二期工事、普通教室6）が完成。
- 1965年（昭和40年）- 新校舎（第三期工事）が完成し、現在地に移転を完了。
- 1966年（昭和41年）- 校歌を制定。校門が完成。完全給食を実施。
- 1968年（昭和43年）- プールが完成。
- 1970年（昭和45年）- 郷土館が完成。
- 1972年（昭和47年）- 体育館が完成。
- 1973年（昭和48年）- 創立100周年記念式典を挙行。
- 1985年（昭和60年）- 週2回の米飯給食を開始。サルビアを学校の花に、桜を学校の木に制定。
- 1994年（平成6年）- 新校舎が完成。
- 2001年（平成13年）- 第1回永久津小・中学校合同で秋季大運動会を開催。
- 2003年（平成15年）- フルブライト・プログラムにより、教員使節団20名が来校。
- 2004年（平成16年）4月 - 2学期制を導入。
- 2005年（平成17年）- 第1回「立志の集い」（5年制）を実施。アメリカより野球チーム「セントポールセインツ」が来校。
- 2018年（平成20年）4月 - 特別支援学級（さくら学級）を新設。
- 2021年（令和3年）- 図書館閲覧室を設置。

## アクセス
最寄りの鉄道駅
- JR九州 吉都線「小林駅」

最寄りのバス停
- 小林市コミュニティバスのりやいバスおうらい 「永久津小前」停留所

最寄りの幹線道路
- 宮崎県道404号石阿弥陀五日市線

## 周辺
- 永久津地区体育館
- 永九津地区運動広場
- 永久津簡易郵便局（2022年（令和4年）8月から再開[2]）